# 鲜丰水果

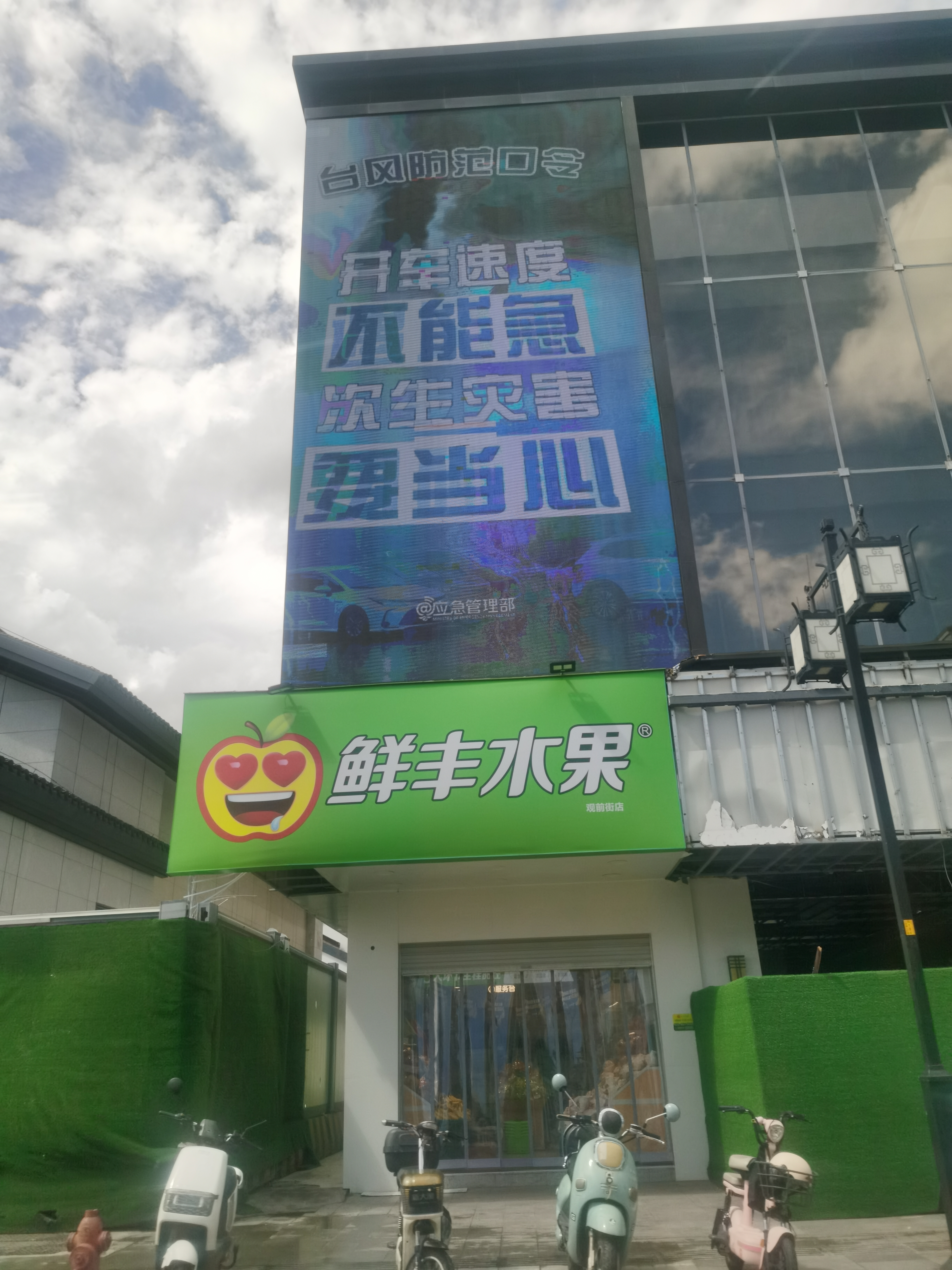
位于江苏省苏州市的一家鲜丰水果门店

鲜丰水果是中華人民共和國一家水果供應企業，由韓樹人創辦於1997年。2009年，鲜丰水果成立電子商務部。2015年，鲜丰水果啟動O2O業務。截至2022年，鲜丰水果门店数量超过2200家。

## 外部連結
- 官方网站